# S/S Storskär
S/S Storskär är ett ångfartyg som byggdes 1908 på Lindholmens varv i Göteborg. Hon hette ursprungligen S/S Strängnäs Express och gick traden mellan Stockholm och Strängnäs. Storskär köptes av Waxholmsbolaget 1939 och har sedan dess gått i regulär trafik i Stockholms skärgård. Sedan 2008 är hon k-märkt.

## Historia
Storskär byggdes på Lindholmens varv i Göteborg och levererades den 10 juli 1908 till Strengnäs Nya Rederi AB i Strängnäs. Hon insattes 1908 på traden Strängnäs - Stallarholmen - Stockholm. Fartyget såldes 1918 till Ångfartygs AB Drottningholm-Fittja som 1925 ändrade namn till Trafikaktiebolaget Mälaren-Hjälmaren. Gustav V åkte med fartyget 1923 från Stallarholmen till Strängnäs i samband med firandet av 400 års minnet av Gustav Vasas val till Sveriges Kung.
Efter ytterligare ett ägarbyte lades fartyget upp i Stockholm i april 1939. I december 1939 köptes Storskär av Waxholms Nya Ångfartygs AB som i maj 1940 gav henne sitt nuvarande namn. Fartyget sattes in i trafiken till norra Skärgården. Bland annat trafikerade hon Norrtälje (via Furusund) och Arholma. Hon överfördes 1964 till det nybildade landstingsägda Waxholmsbolaget.
Hon k-märktes 2008.

## Ångmaskiner
När Storskär levererades hade hon en trippel ångmaskin från byggnadsvarvet Lindholmen på 660 hästkrafter. Vid provturen 1908 kom hon upp i en hastighet på 14,5 knop. Hon fick en ny ångpanna 1976 som havererade 1998. En ny panna installerades 1999 vid Oskarshamns Varv. Pannan eldas med olja. Dagens topphastighet på 13,3 knop gör henne till skärgårdens snabbaste ångfartyg.

### Bilder på maskinrummet

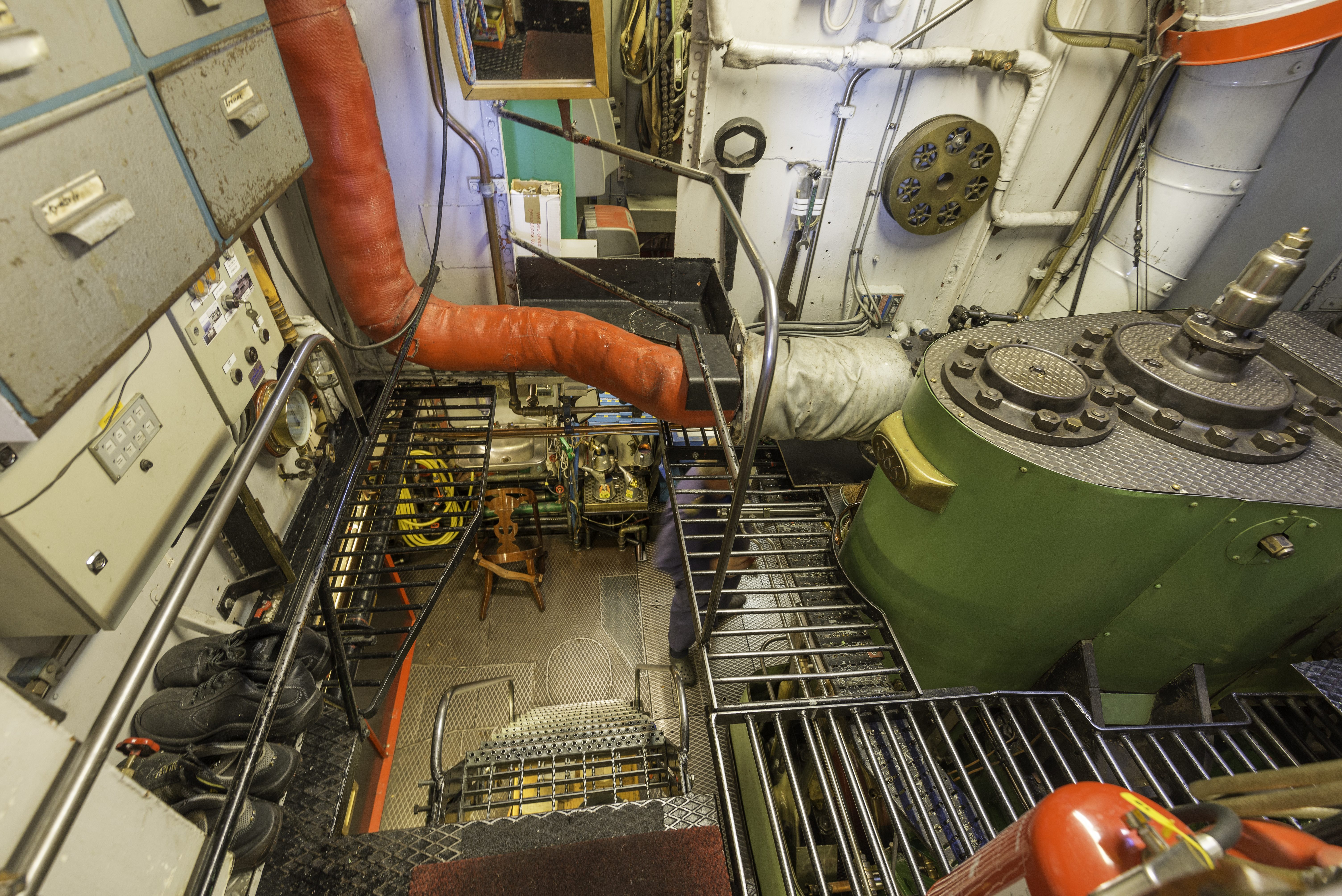
Maskinrummet.
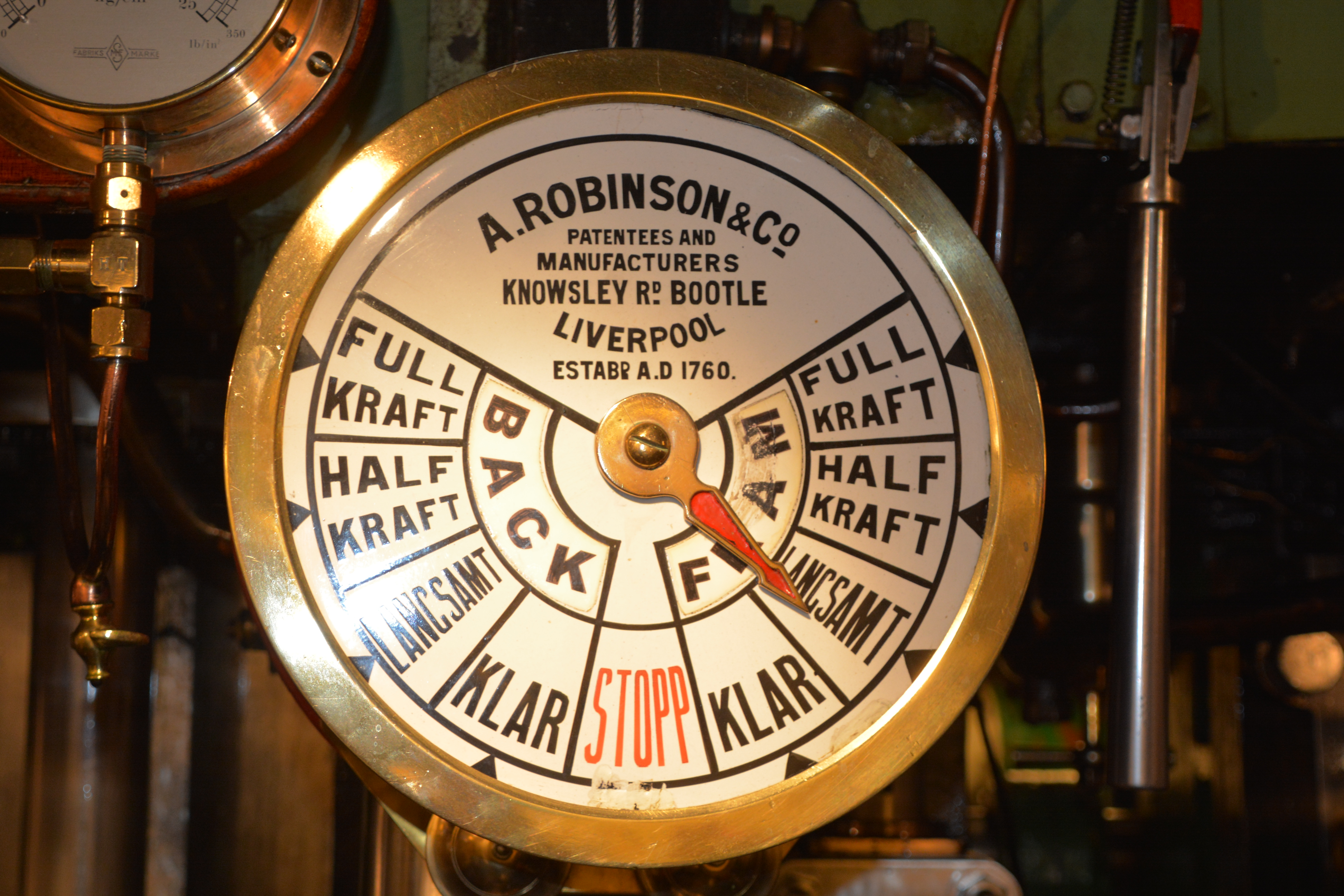
Maskintelegrafen i maskinrummet, med ordern "långsamt framåt!"
- Ångmaskinen i arbete
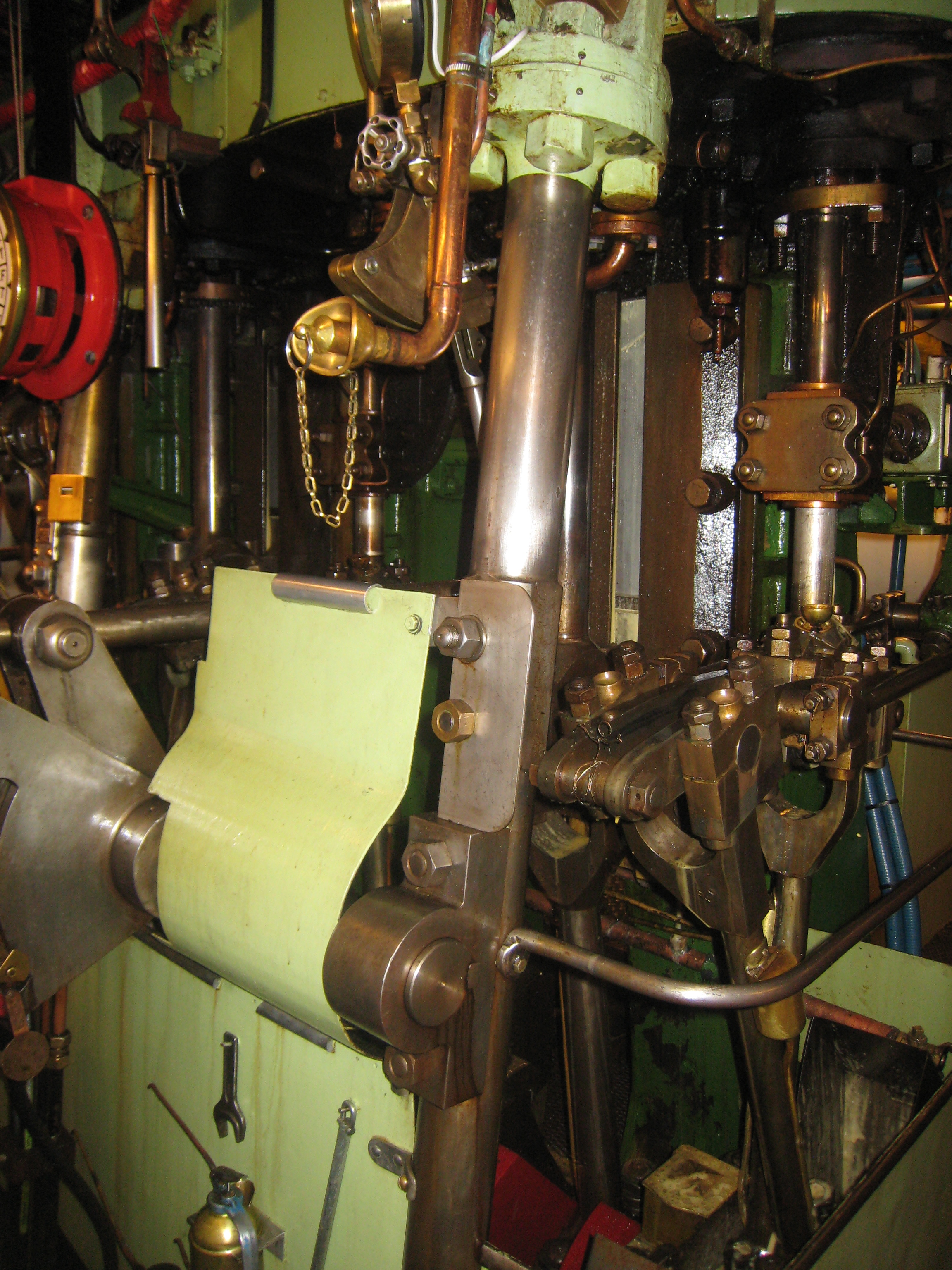
En av de tre cylindrarna i arbete.

## Trafik
Storskär har sedan 1940 gått i reguljär trafik i skärgården. Idag går fartyg i likhet med Waxholmsbolagets andra ångfartyg Norrskär i reguljär trafik mellan maj och september. Bland annat trafikerar Storskär Ljusterö, Ramsö, Gällnö och Husarö. Storskär tar 330 passagerare.

## Bilder

### Interiör

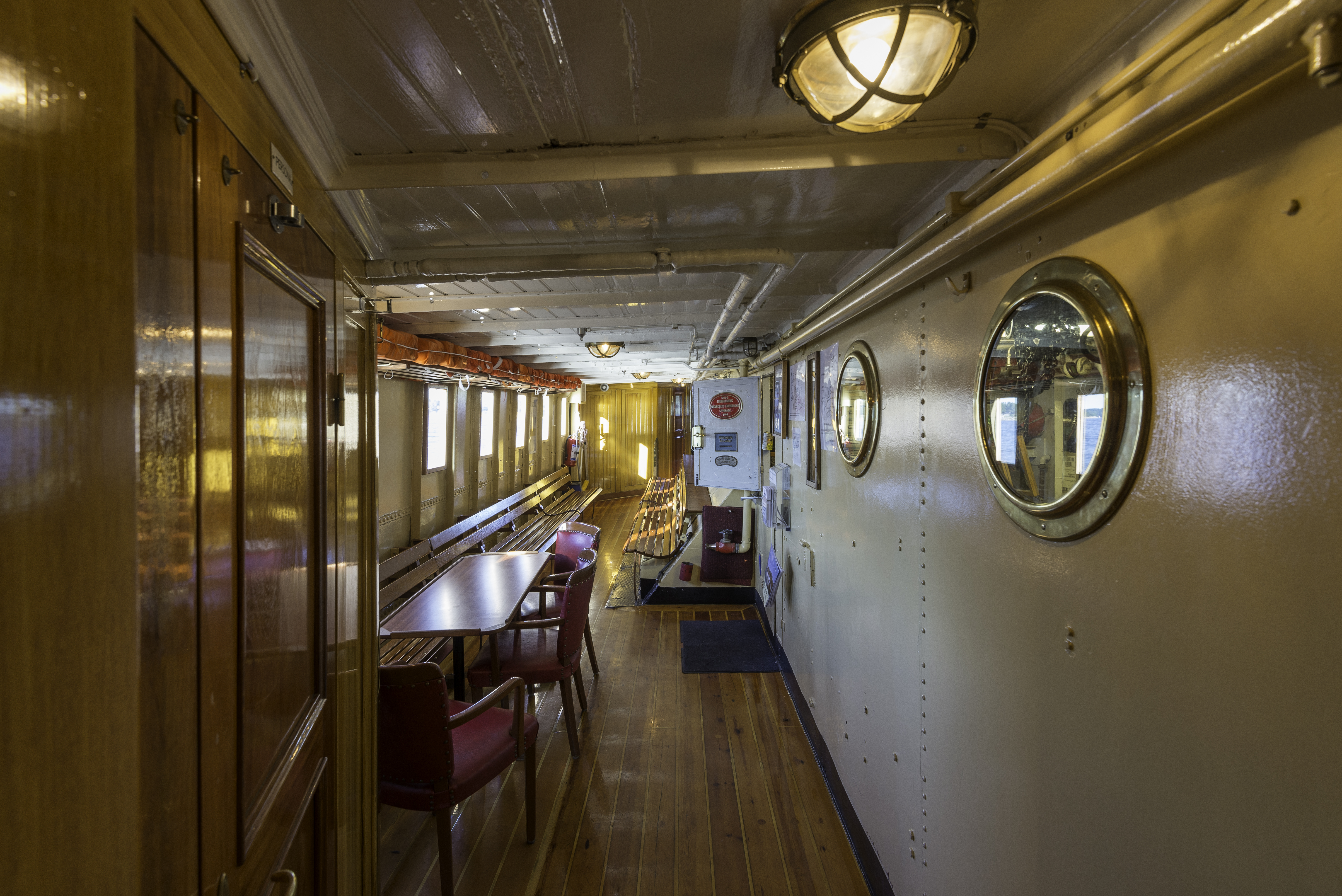
Huvuddäck, babords korridor föröver
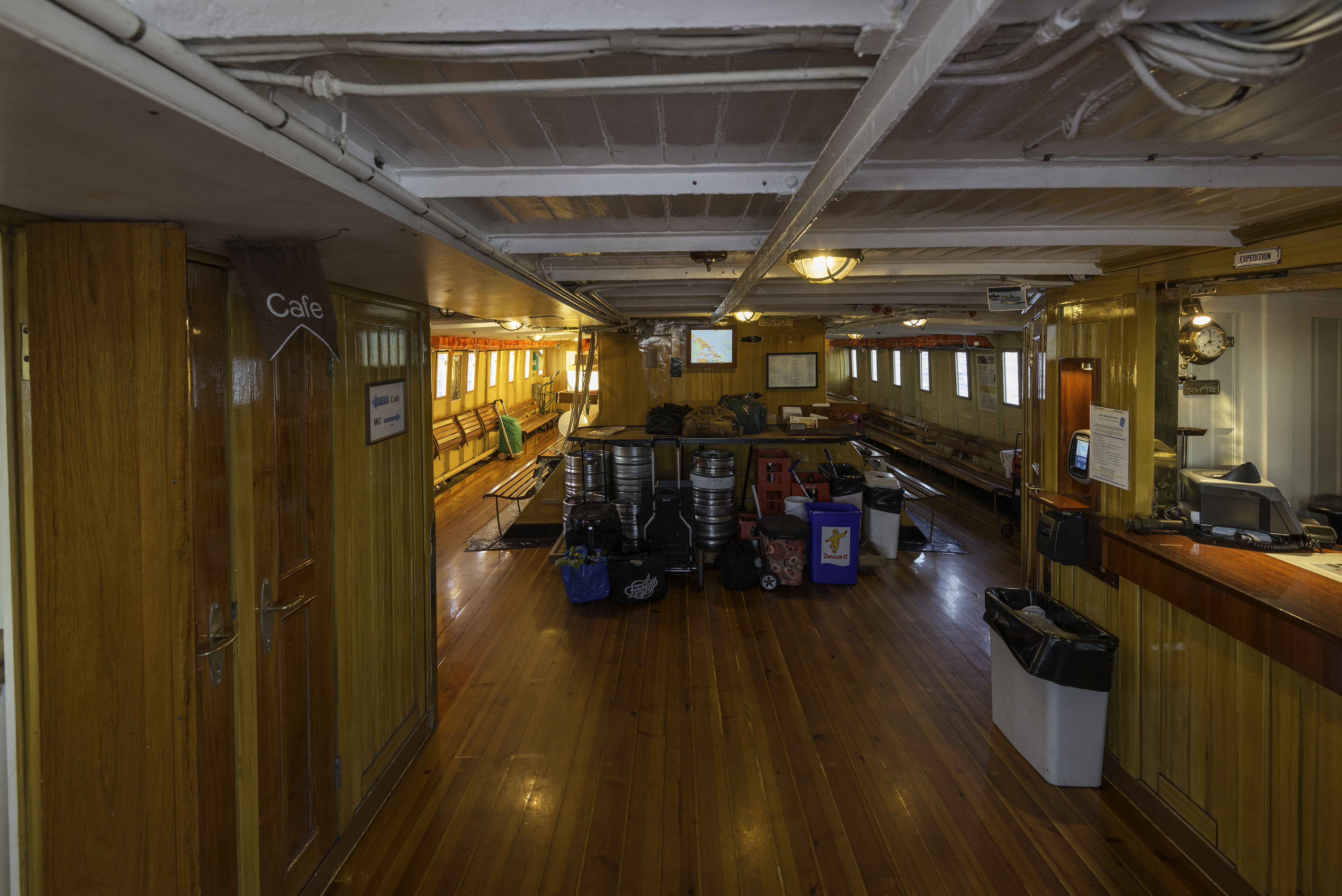
Huvuddäck, akteröver.
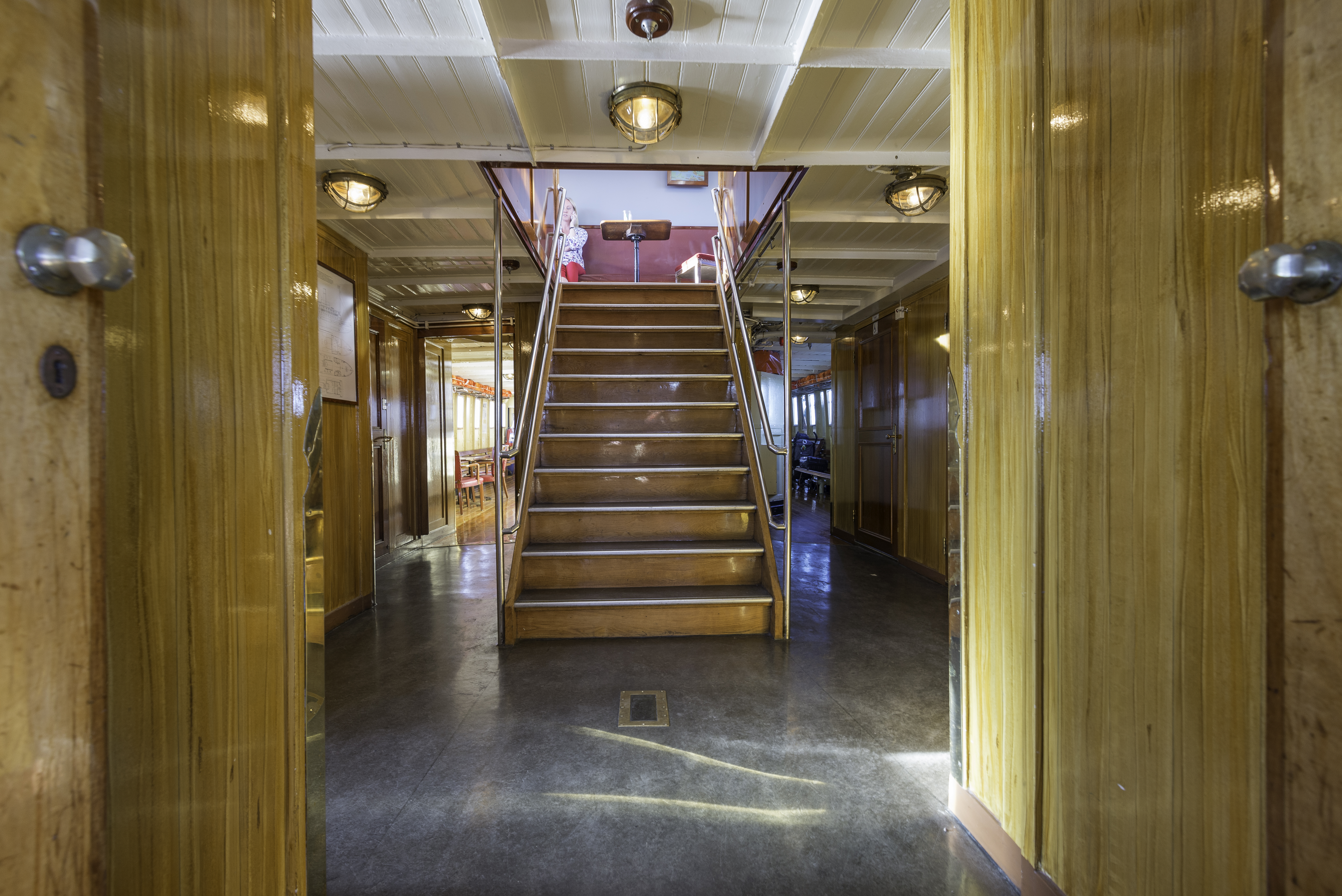
Huvuddäck, föröver.
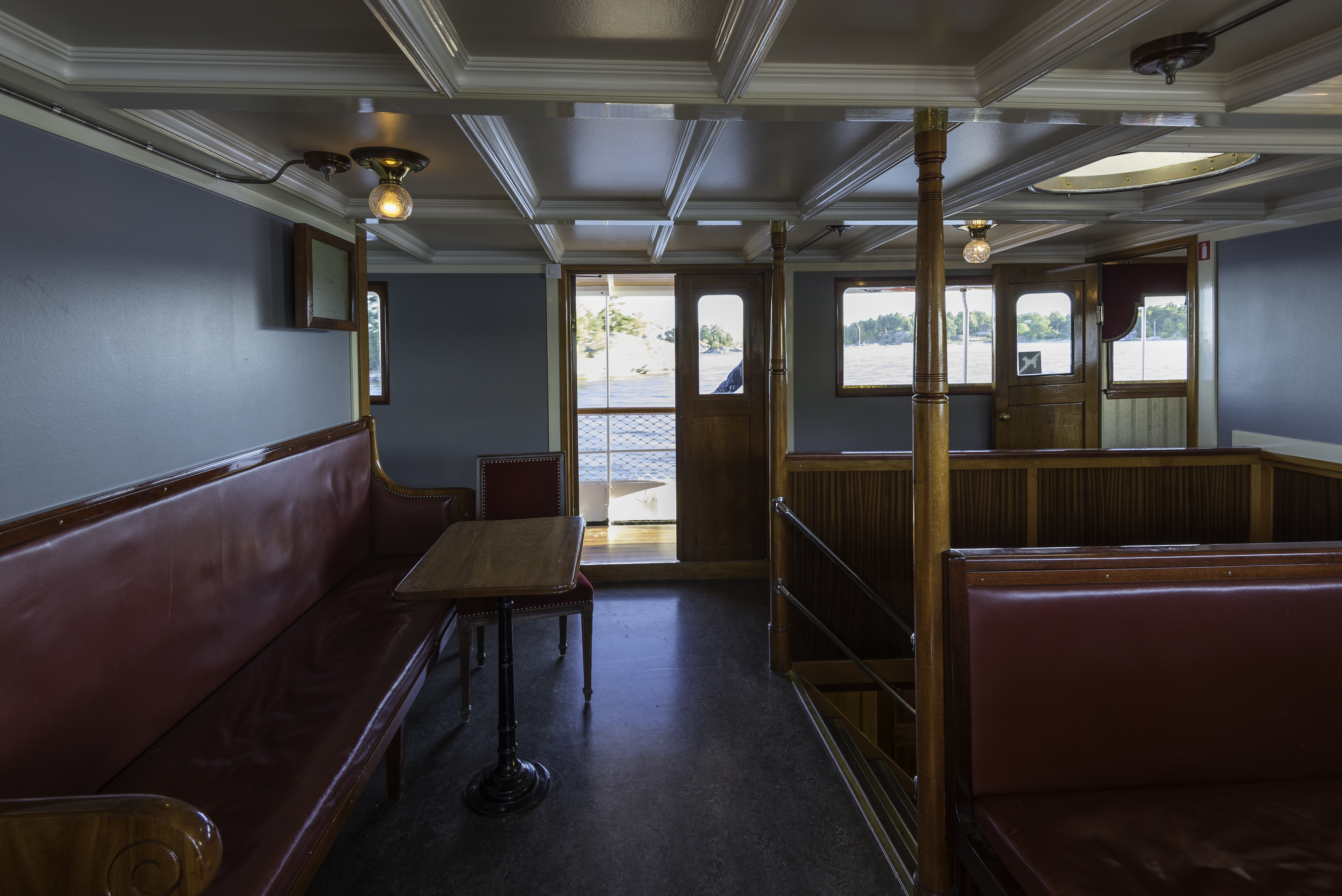
Övre däck.

### Exteriör

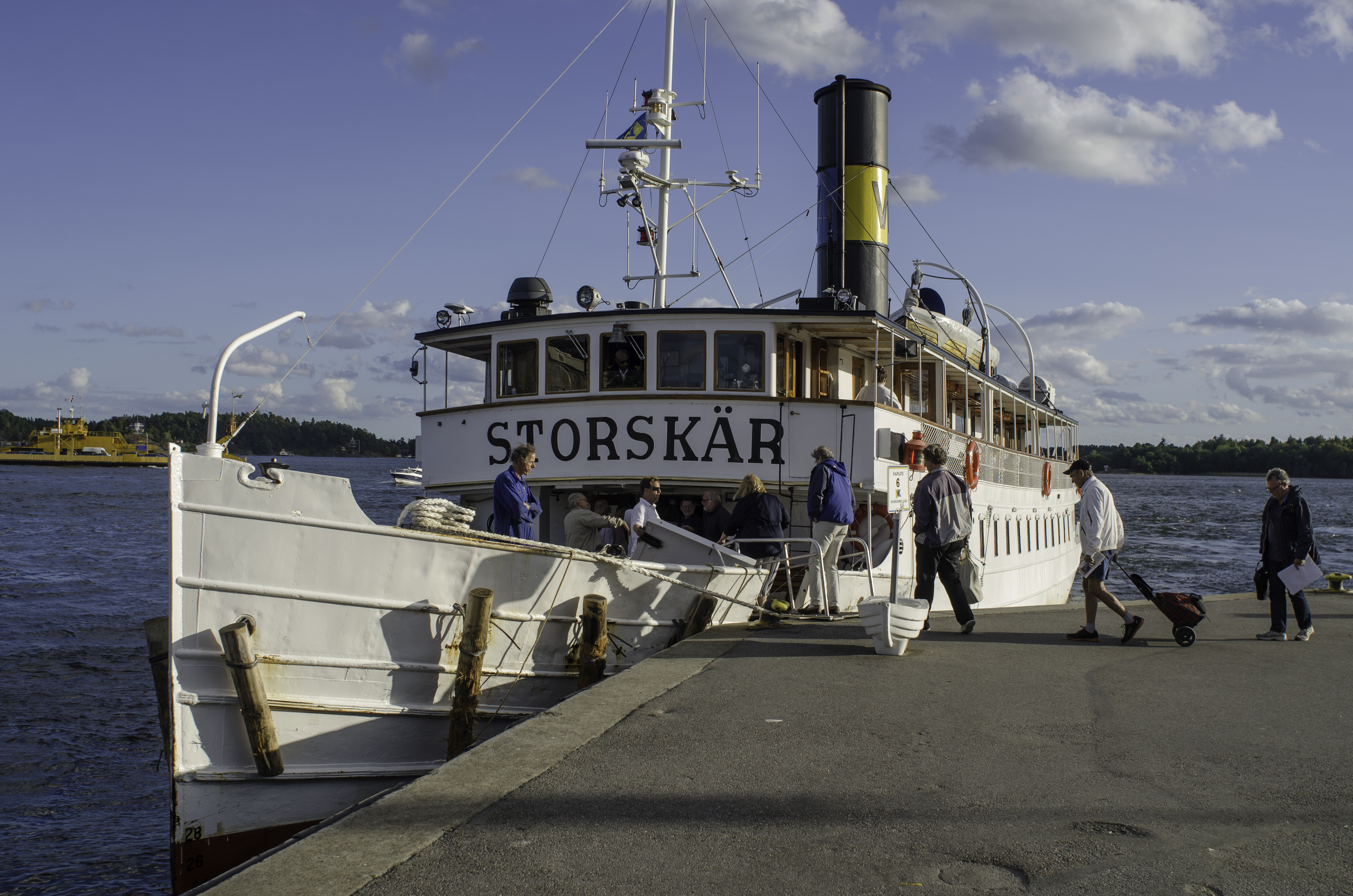
Storskär i Vaxholm.
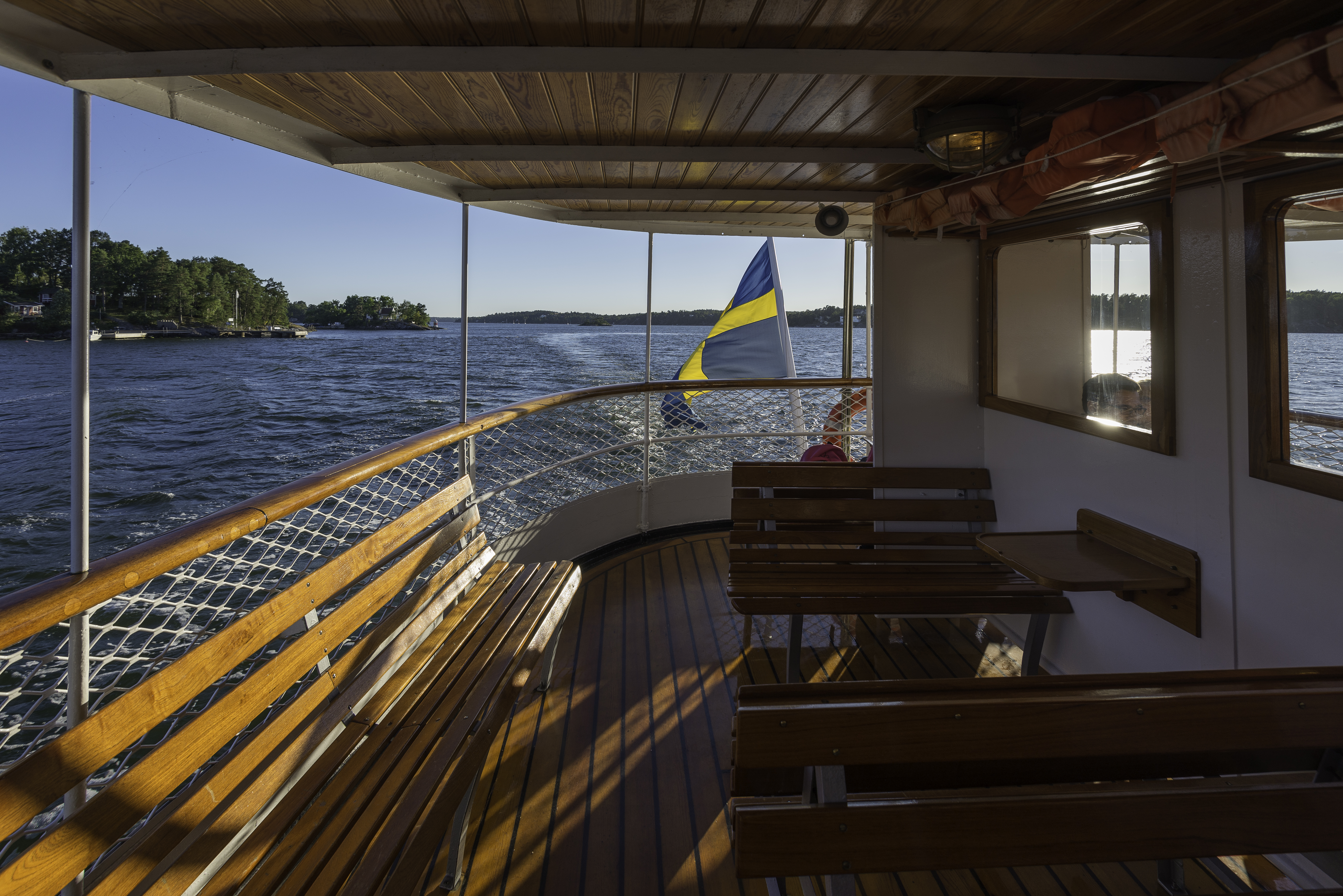
Övre däck, akteröver.
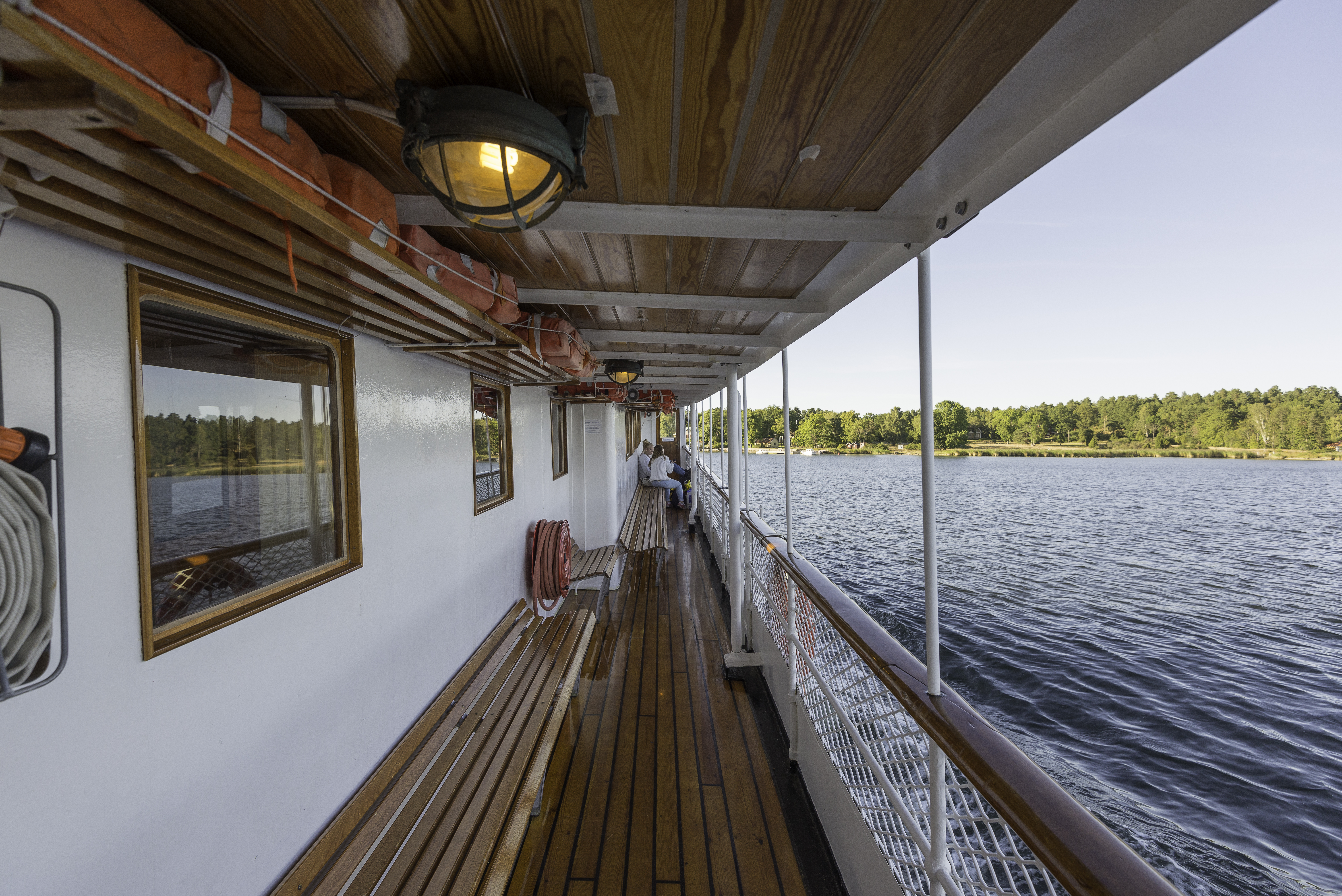
Övre däck, styrbords sida.
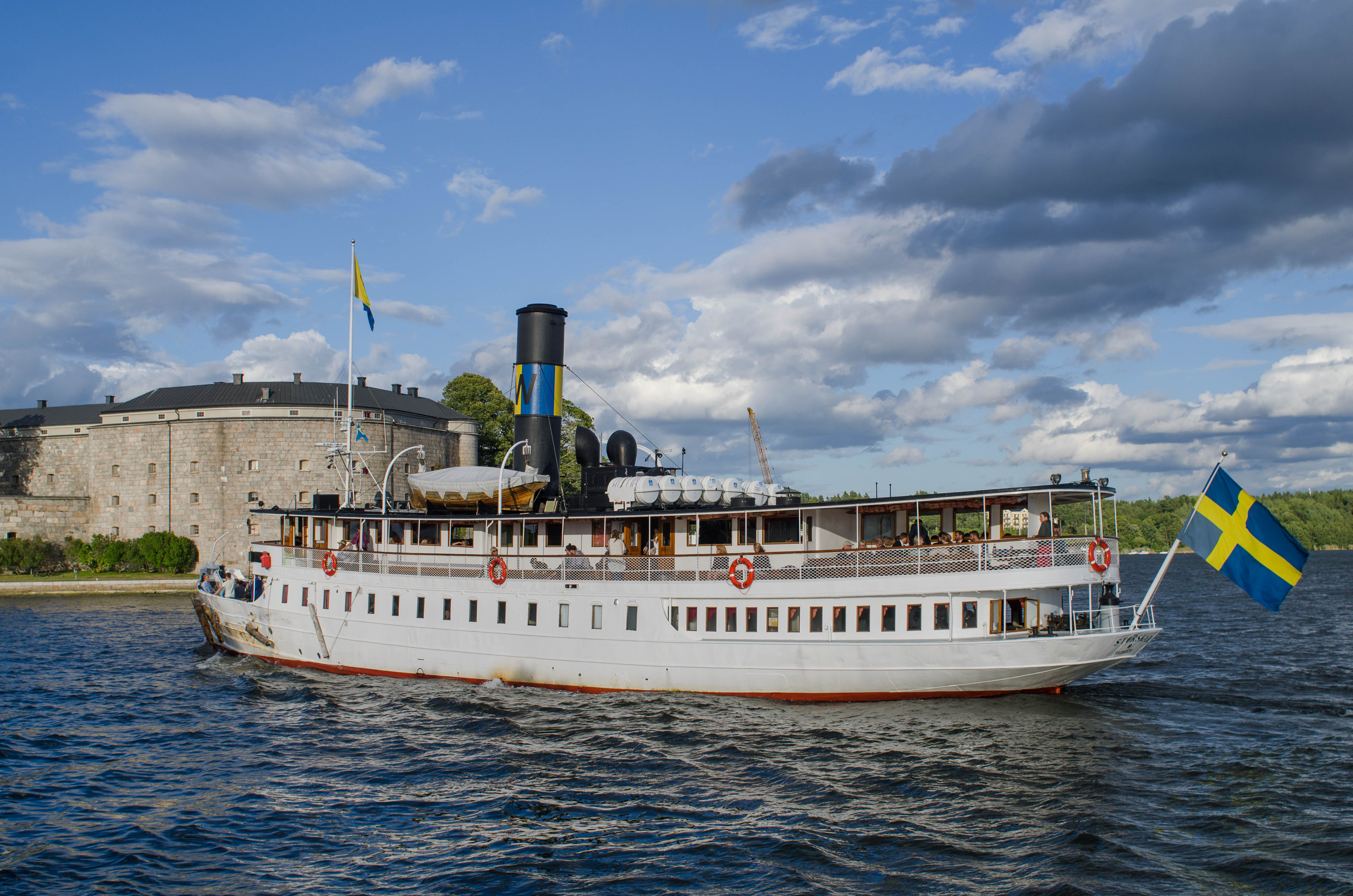
S/S Storskär vid Vaxholm.
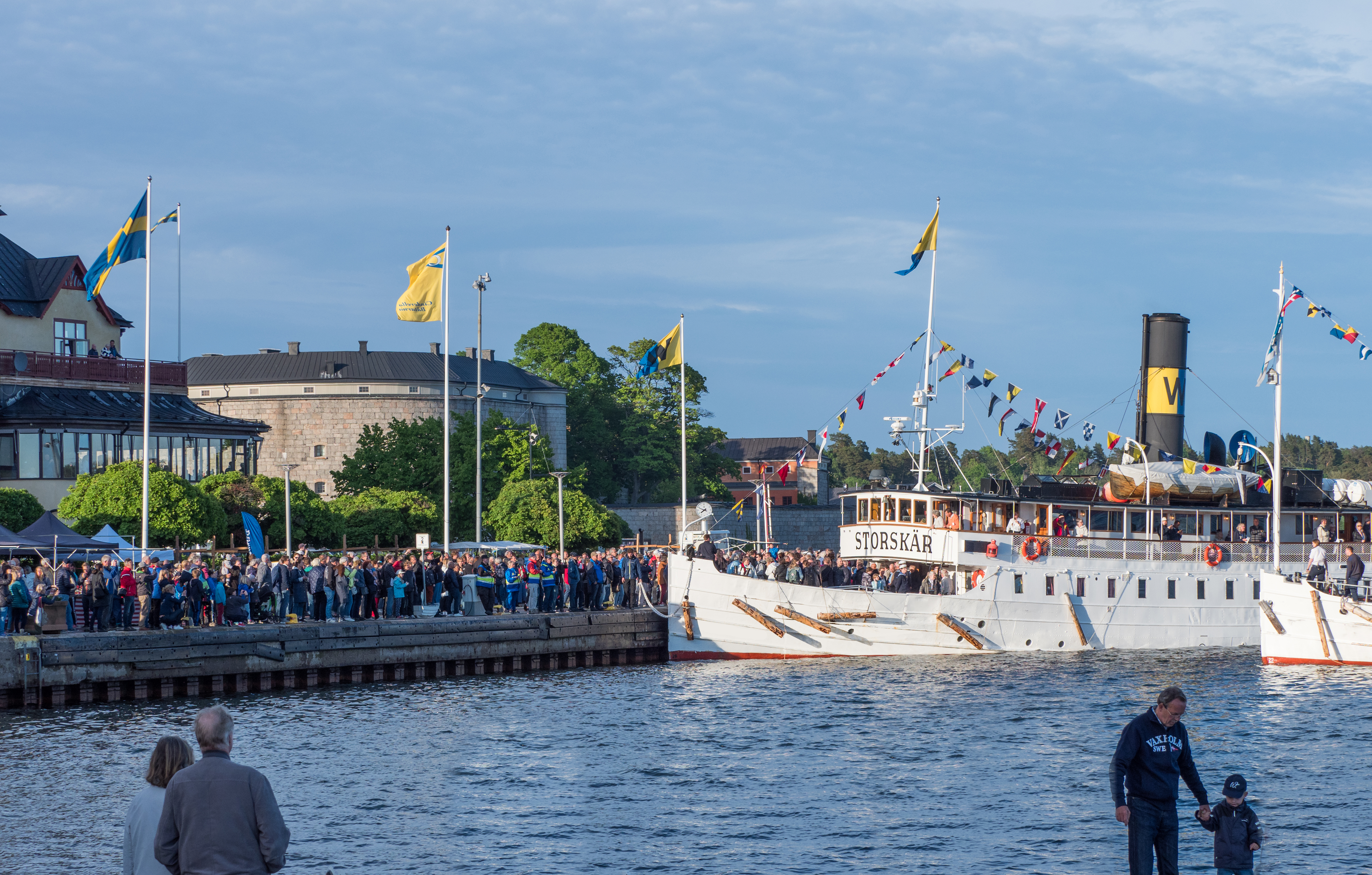
S/S Storskär i Vaxholm.